# 滨湖阿夫里茨
滨湖阿夫里茨是奥地利克恩顿州菲拉赫兰县的一个市镇。总面积28.06平方公里，总人口1424人，人口密度50.7人/平方公里（2011年）。